# Swords
Swords (irsky Sord, Sord Cholm Cille) je město nacházející se v Irsku na sever od Dublinu. V roce 2016 zde žilo 39 200 lidí, což dělá Swords sedmým nejlidnatějším městem Irska. V roce 2012 byl Swords jmenován třetím nejlepším městem pro život v Irsku.

## Historie
Město vzniklo kolem roku 560.

## Podnebí
Podnebí ve městě je podobné jako po celém Irsku. Nejteplejšími měsíci v roce jsou červenec a srpen, kdy teplota dosahuje 19 stupňů. Rekordní teplota je 28 stupňů. V průměru naprší nejvíce v říjnu.